# Northwest Piscataquis
Northwest Piscataquis ist ein gemeindefreies Gebiet (Unincorporated area) im Piscataquis County des Bundesstaates Maine in den Vereinigten Staaten. Im Jahr 2020 lebten hier 134 Einwohner in 1044 Haushalten.
Das Gebiet wird durch den Bundesstaat verwaltet.
Der Name Piscataquis entstammt der Sprache der Abenaki und bedeutet „am Flussarm“.

## Geographie
Nach dem United States Census Bureau hat Northwest Piscataquis eine Gesamtfläche von 4226,8 km², von der 3554,5 km² Land sind und 672,3 km² aus Gewässern bestehen.

### Geographische Lage
Northwest Piscataquis liegt im Nordwesten des Piscataquis Countys und grenzt im Norden an das Aroostook County und im Westen an das Somerset County. Viele kleine und große Seen durchziehen das Gebiet, wie der Eagle Lake, der Chamberlain Lake, der Chesuncook Lake und der Moosehead Lake sowie weitere kleinere und größere Seen. Insgesamt bestehen fast 16 % der Oberfläche aus Gewässern. Die Oberfläche ist leicht hügelig, zentral im Gebiet liegt der 977 Meter hohe Big Spencer Mountain.

### Nachbargemeinden
Alle Entfernungen sind als Luftlinien zwischen den offiziellen Koordinaten der Orte aus der Volkszählung 2010 angegeben.
- Norden: Northwest Aroostook, Aroostook County, Unincorporated area, 91,5 km
- Osten: Northeast Piscataquis, Unincorporated area, 34,2 km
- Südosten: Beaver Cove, km; Greenville, 67,4 km
- Süden: Shirley, 79,5 km
- Südwesten: Northeast Somerset, Somerset County, Unincorporated area, 72,7 km
- Westen: Seboomook Lake, Somerset County, Unincorporated area, 38,6 km

### Stadtgliederung
In Northwest Piscataquis gibt es mehrere Siedlungsgebiete: Moosehead, North East Carry, Kokadjo und Chesuncook.

## Geschichte
Das Gebiet von Northwest Piscataquis ist ein äußerst dünn besiedeltes Gebiet. Der Norden ist fast gänzlich unbesiedelt. In dem Gebiet befinden sich einige kleinere Siedlungen, die zum Teil unter Denkmalschutz gestellt wurden. Zudem befinden sich viele archäologische Stätten in dem Gebiet, die ebenfalls unter Schutz gestellt wurden.

### Einwohnerentwicklung
| Volkszählungsergebnisse – Northwest Piscataquis, Maine | Volkszählungsergebnisse – Northwest Piscataquis, Maine | Volkszählungsergebnisse – Northwest Piscataquis, Maine | Volkszählungsergebnisse – Northwest Piscataquis, Maine | Volkszählungsergebnisse – Northwest Piscataquis, Maine | Volkszählungsergebnisse – Northwest Piscataquis, Maine | Volkszählungsergebnisse – Northwest Piscataquis, Maine | Volkszählungsergebnisse – Northwest Piscataquis, Maine | Volkszählungsergebnisse – Northwest Piscataquis, Maine | Volkszählungsergebnisse – Northwest Piscataquis, Maine | Volkszählungsergebnisse – Northwest Piscataquis, Maine |
| Jahr                                                   | 1900                                                   | 1910                                                   | 1920                                                   | 1930                                                   | 1940                                                   | 1950                                                   | 1960                                                   | 1970                                                   | 1980                                                   | 1990                                                   |
| ------------------------------------------------------ | ------------------------------------------------------ | ------------------------------------------------------ | ------------------------------------------------------ | ------------------------------------------------------ | ------------------------------------------------------ | ------------------------------------------------------ | ------------------------------------------------------ | ------------------------------------------------------ | ------------------------------------------------------ | ------------------------------------------------------ |
| Einwohner                                              |                                                        |                                                        |                                                        |                                                        |                                                        |                                                        |                                                        |                                                        | 99                                                     | 141                                                    |
| Jahr                                                   | 2000                                                   | 2010                                                   | 2020                                                   | 2030                                                   | 2040                                                   | 2050                                                   | 2060                                                   | 2070                                                   | 2080                                                   | 2090                                                   |
| Einwohner                                              | 159                                                    | 147                                                    | 134                                                    |                                                        |                                                        |                                                        |                                                        |                                                        |                                                        |                                                        |

## Kultur und Sehenswürdigkeiten

### Bauwerke
In Northwest Piscataquis wurden mehrere Archäologische Stätten in Ambajejus Camps, Chesuncook, Millinocket Lake, Ripogenus Gorge und Stephensons Landing sowie zwei Bauwerke, eine historische Siedlung und ein Steinbruch unter Denkmalschutz gestellt und ins National Register of Historic Places aufgenommen. Die Lage der archäologischen Stätten wird nicht bekannt gegeben.
- Chesuncook Village, 1973 unter der Register-Nr. 73000262.[8]
- Willard Brook Quarry, 1986 unter der Register-Nr. 86002182.[9]
- Boarding House and Storehouse at Churchill Depot, 2018 unter der Register-Nr. 100003258.[10]
- Kineo Cottage Row Historic District, 2004 unter der Register-Nr. 03001408.[11]
- The Breakwater in Rockwood, 2003 unter der Register-Nr. 02000349.[12]

### Parks
Auf einer Insel im Moosehead Lake befindet sich der Mount Kineo State Park.

## Wirtschaft und Infrastruktur

### Verkehr
Durch den Südwesten von Northwest Piscataquis verläuft die Maine State Route 6. Das restliche Gebiet ist nur sehr wenig erschlossen.

### Öffentliche Einrichtungen
In Northwest Piscataquis gibt es keine medizinischen Einrichtungen oder Krankenhäuser. Nächstgelegene Einrichtungen für die Bewohner von Northwest Piscataquis befinden sich in Millinocket und Greenville.
Northwest Piscataquis besitzt keine eigene Bücherei, die nächstgelegene befindet sich in Greenville.

### Bildung
Als Unincorporated area wird das Gebiet von Northwest Piscataquis durch den Bundesstaat Maine verwaltet, der auch für die Bildungsangebote verantwortlich ist.